# Jacobus van Egmond

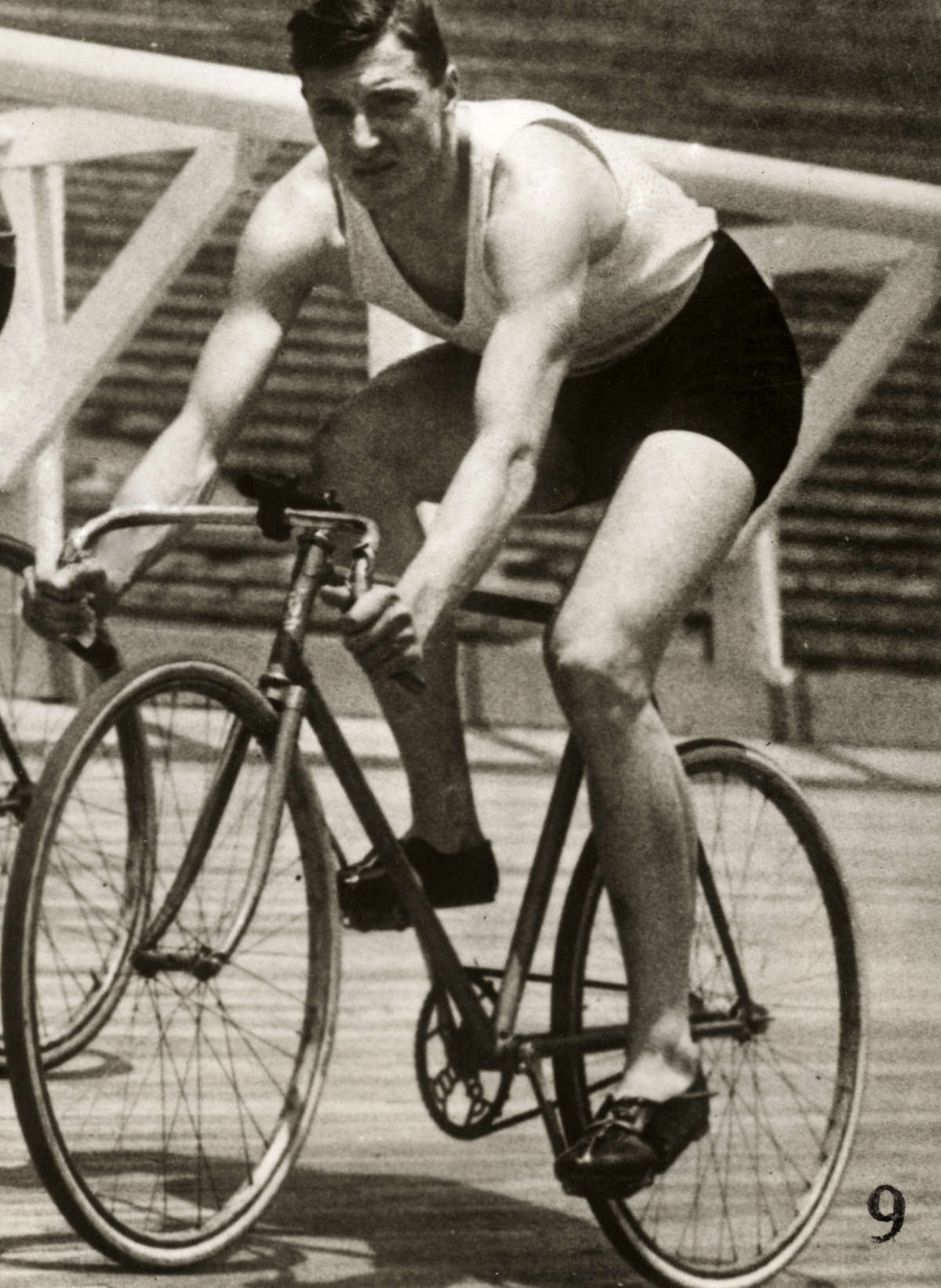
Jacobus van Egmond (1932)

Jacobus Johannes „Jacques“ van Egmond (* 17. Februar 1908 in Haarlem, Nordholland; † 9. Januar 1969 ebenda) war ein niederländischer Radrennfahrer. 1932 wurde er Olympiasieger im Sprint.
Die Bahnwettbewerbe bei den Olympischen Sommerspielen 1932 wurden vor nahezu leeren Rängen im damals 85.000 Zuschauer fassenden Rose Bowl Stadium in Pasadena ausgetragen. Am 1. August trat van Egmond im 1000-Meter-Zeitfahren an und gewann Silber hinter dem Australier Edgar Gray. Am gleichen Abend siegte er zusammen mit Bernard Leene im Vorlauf des Tandem-Fahrens, Leene hatte diesen Wettbewerb 1928 zusammen mit Daan van Dijk gewonnen. Am 2. August gewann van Egmond Vorlauf und Viertelfinale im Bahnsprint. Am 3. August waren die Halbfinales und die Endläufe im Sprint und im Tandemrennen angesetzt. Van Egmond gewann sein Halbfinale im Sprint, trat dann aber zum Tandem-Halbfinale nicht an. Im Finale  des Sprintrennens gewann der Franzose Louis Chaillot den ersten Lauf, van Egmond gewann die nächsten beiden Läufe und wurde Olympiasieger. Als Amateur siegte er im Grand Prix Kopenhagen 1932. 1933 wurde van Egmond in Paris Sprint-Weltmeister der Amateure. Von 1931 bis 1933 gewann er die niederländische Meisterschaft im Sprint der Amateure.
Von 1934 bis 1940 war Jacobus van Egmond Radprofi, konnte aber international keine großen Erfolge erreichen. Von 1934 bis 1936 wurde er im Sprint Niederländischer Meister der Profis.